# Loi fondamentale de la région administrative spéciale de Macao
La « Loi fondamentale de la région administrative spéciale de Macao » (RAS) de la république populaire de Chine (RPC) est un document constitutionnel, conformément au droit interne de la RAS de Macao. La Loi fondamentale énonce les principes que doit suivre Macao et le respect, ainsi que de son statut et ses relations avec les autorités centrales de la république populaire de Chine. Tous les systèmes et les politiques appliqués à Macao, y compris les systèmes économiques et sociaux, le système de garantie des droits et libertés fondamentales de ses résidents, le système exécutif, législatif et judiciaire, ainsi que les politiques liées à ceux-ci, sur la base des dispositions de ce document. En outre, aucune loi, décret-loi, règlement, acte législatif, administratif ne peut être en contradiction avec la loi fondamentale.
Entrée en vigueur le 20 décembre 1999, lorsque la république populaire de Chine a repris l'exercice de la souveraineté sur Macao. Ce document a été élaboré conformément à la politique chinoise de « un pays, deux systèmes », présentée et définie par Deng Xiaoping. La Loi fondamentale remplace le Statut organique de Macao, qui est entré en vigueur en 1976.

## Garanties
Le rôle de la Loi fondamentale, est de garantir aux résidents leurs droits et libertés, qui garantit à Macao un niveau d'autonomie dans tous les aspects et les questions liées à celle-ci, sauf dans les questions relatives à la défense et les affaires étrangères (politique étrangère) et, dans ce dernier domaine Macao a encore une certaine autonomie. Elle veille à ce que tous les dirigeants et administrateurs soient des résidents de Macao, et non des dirigeants de la république populaire de Chine.
Elle précise également que le système social, économique et financier de Macao, ainsi que les droits, devoirs et libertés de ses citoyens doivent rester inchangés pendant au moins 50 ans. Pour cette raison, la ville conserve sa propre monnaie (Pataca), son propre système fiscal, économique et financier (sur le principe capitaliste, qui diffère du système socialiste chinois), son propre système d'immigration et de contrôle des frontières et sa propre police.
La Loi fondamentale définit également que le pouvoir est divisé, comme dans la plupart des systèmes politiques, en 3 parties: l'exécutif (chef de l'exécutif de Macao et son gouvernement), le législatif (Assemblée législative de Macao) et judiciaire (tribunaux).
Comme il est écrit dans ce document clé dans le principe, la mission et les objectifs de la Loi fondamentale prend fin en 2049, 50 ans après la rétrocession.

## Histoire
Un an après la signature de la Déclaration commune sino-portugaise sur la question de Macao (signé à Beijing le 13 avril 1987) par les chefs de gouvernement de la république populaire de Chine (RPC) et le gouvernement de la République portugaise, a débuté le 13 avril 1988, lors de la première session de la septième législature de l'Assemblée nationale populaire de la république populaire de Chine de  la Commission de rédaction de la Loi fondamentale de la Région administrative spéciale de Macao.
La Loi fondamentale de la RAS de Macao a été approuvée et promulguée le 31 mars 1993, lors de la première session de la huitième Assemblée populaire nationale de l'Assemblée législative.

## Interprétation
Le pouvoir d'interpréter la Loi fondamentale de la Région administrative spéciale de Macao appartient au Comité permanent de l'Assemblée nationale populaire, qui autorise les tribunaux à l'interpréter, le procès de cas, les dispositions de ce document, qui sont dans les limites de l'autonomie de la Région. Toutefois, si les tribunaux de la région doivent, dans certains cas, interpréter les dispositions de la présente loi relative à des questions qui relèvent de la responsabilité du Gouvernement populaire central de la RPC ou de la relation entre les autorités centrales et la Région, peut influer sur l'interprétation le procès, avant le jugement définitif, les tribunaux de la région sont, par le biais de la Cour de cassation de la région, une interprétation des dispositions par le Comité permanent de la Chambre populaire nationale.

## Révision
Conformément à la Constitution de la république populaire de Chine, la Loi fondamentale de la RAS de Macao est délivrée par l'Assemblée nationale populaire, le pouvoir de la réviser relève exclusivement de l'Assemblée nationale populaire. Le pouvoir de soumettre des propositions de révision appartient au Comité permanent de l'Assemblée nationale populaire, le Conseil d'Etat et à Macao,.

## Article 23
Le 22 octobre 2008, le chef de l'exécutif a publié un projet de règlementation sur les questions visées à l'article 23 de la Loi fondamentale sur les crimes de trahison du pays, sécession, subversion, sédition, l'abus de secrets d'État, et l'interdiction des associations politiques de contacts internationaux.